# Tebat Gunung
Tebat Gunung is een bestuurslaag in het regentschap Seluma van de provincie Bengkulu, Indonesië. Tebat Gunung telt 1492 inwoners (volkstelling 2010).